# Борисов, Андрей Степанович
Андре́й Степа́нович Бори́сов (1901—1981) — советский деятель народного хозяйства.

## Биография
Родился 27 октября 1901 года в г.Муром Владимирской области. Отец (1879—1940) работал мастером на нефтеперерабатывающем заводе. Мать (1876—1952) — домохозяйка. В семье было 6 детей: Мария, Степан (Стефан), Андрей, Александра, Максим, Дмитрий.
Окончил Высшее начальное училище в Муроме в 1916 году,  работал на маслобойном заводе. В сентябре 1917 года уехал в Москву к старшему брату Степану и там поступил учеником  сортировщика почты в почтовых вагонах. С сентября 1917 года работал на Казанском вокзале города Москвы, где принимал активное участие в революционных событиях.
Член партии с 1918 года, ячейка РКП(б) 3-го отдела перевозки почт по железным дорогам московского узла. Ячейка входила в Городской район г. Москвы.
В июле 1919 года А.С. Борисов направляется в органы ВЧК г.Москвы.  

### Служба в армии
В марте 1920 года был призван в Красную Армию, обучался на Кавалерийских курсах красных командиров. В мае 1920 года попал на фронт в 1-ю конную армию, 23-й кавалерийский полк 4-й дивизион.
В 1920-1921 годах активно участвовал в гражданской войне на Юго-Западном фронте, являясь командиром взвода, помощником командира эскадрона и политруком команды разведчиков Первой конной армии под командованием С.М. Будённого. Участвовал в ликвидации банд Петлюры и Махно, был ранен и демобилизован в сентябре 1921 года. Возвратившись в Москву, продолжал гражданскую службу в почтовом отделении Балтийского вокзала. В 1922 году был избран депутатом Краснопресненского райсовета, а в 1924 году — депутатом Моссовета от Бауманского района Москвы.
В мае 1925 года снова был призван в Красную Армию. Служил политруком в батальоне охраны Реввоенсовета в Москве, потом помощником военкома отдельного кавалерийского эскадрона 84-й стрелковой дивизии в городе Тула. 
В октябре 1926 года демобилизовался по сокращению штатов командно-политического состава Армии и находился на ответственной работе по организации охраны и бесперебойной доставки почты по железным дорогам на Северном, Балтийском и Курском вокзалах г. Москвы (начальник почтового отделения вокзала).

### Работа в животноводстве
В 1932 году в числе двадцатипятитысячников мобилизован МК ВКП(б) в распоряжение коневодческого Треста. Назначен заместителем директора конезавода № 52 в Актюбинской области. 
В июне 1934 года назначен директором конезавода № 51 им. С.М. Будённого Западно-Казахстанской области и проработал им более 35 лет. За эти годы было поставлено в Армию, в народное хозяйство и на комплектование других конезаводов и совхозов 25 тысяч лошадей. С 1938-го по 1943-й ежегодно сдавалось по 1 400 лошадей. 
В сентябре 1938 года был осуждён по ст.58-2, ст.58-11 УК РСФСР как враг народа, через два года оправдан и восстановлен в прежней должности директора.
После сентябрьского пленума ЦК КПСС 1953 года конезавод окончательно встал на путь дальнейшего развития как хозяйство продуктивного животноводства, в связи с чем в 1954 году конезавод №51 переименован в овцесовхоз «Пятимарский» Джангалинского района.
За высокие показатели Пятимарский совхоз, руководимый А.С. Борисовым, экспонировался на Выставке достижений народного хозяйства (ВДНХ). Указом Президиума Верховного Совета Казахской ССР от 21 июня 1961 года А.С. Борисову присвоено почётное звание Заслуженного мастера социалистического животноводства Казахской ССР.
А.С. Борисов неоднократно избирался членом Уральского обкома Компартии Казахстана, ряда райкомов партии и депутатом районных Советов народных депутатов.
Вышел на пенсию в 1968 году, был персональным пенсионером республиканского значения Казахской ССР. Министерством сельского хозяйства СССР в 1969 году награждён значком «Отличник социалистического сельского хозяйства».
Скончался 17 мая 1981 года, похоронен в г.Уральск.

## Награды
Государственные награды СССР
- Орден Красной Звезды № 3702900
- Медаль «За доблестный труд в Великой Отечественной войне 1941-1945 гг.» (6 июня 1945) Д № 0225248
- Орден «Знак Почёта» (8 мая 1951) № 155360
- Медаль «За освоение целинных земель» (20 октября 1956) Б № 131347
- Орден «Трудового Красного Знамени» (11 января 1957) № 341013
- Орден «Трудового Красного Знамени» (22 марта 1966) № 389674